# دونالد إم. كاربنتر
دونالد إم. كاربنتر (بالإنجليزية: Donald M. Carpenter)‏ هو ضابط أمريكي، ولد في 6 مارس 1894 في مقاطعة لاكاوانا في الولايات المتحدة، وتوفي في 4 أبريل 1940 في Naval Medical Center San Diego ‏ في الولايات المتحدة.